# غلين بيرك
غلين بيرك (بالإنجليزية: Glenn Burke)‏ هو لاعب كرة قاعدة أمريكي، ولد في 16 نوفمبر 1952 في أوكلاند في الولايات المتحدة، وتوفي في 30 مايو 1995 في سان ليندرو في الولايات المتحدة.

## وصلات خارجية
- غلين بيرك على موقع دوري كرة القاعدة الرئيسي (الإنجليزية)
- غلين بيرك على موقعبيزبول رفرنس.كوم (الدوري الرئيسي) (الإنجليزية)
- غلين بيرك على موقعبيزبول رفرنس.كوم (الدوري الثانوي) (الإنجليزية)
- غلين بيرك على موقع مشجعي الرسوم البيانية (الإنجليزية)